# Peter Leek
Peter Alan Stuart Leek (Australia, 27 de septiembre de 1988) es un nadador australiano con parálisis cerebral atáxica, que ha ganado ocho medallas en los Juegos Paralímpicos de Pekín 2008.

## Vida personal
Leek nació en el suburbio de Blacktown en Sídney. Empezó a nadar a la edad de ocho años para ayudarse en su discapacidad. Fue miembro del Club de Natación Ripples St Marys durante 13 años. Asistió a la Escuela Pública de Oxley Park durante sus años de escuela primaria, y luego a la Escuela Secundaria de Colyton.

## Carrera deportiva
Su debut en una competición internacional importante fue en el Campeonato Mundial de Natación de 2006 en Durban, Sudáfrica, donde ganó dos medallas de oro, dos de plata y una de bronce.
En los Juegos Paralímpicos de Pekín 2008, en su debut paralímpico, ganó tres medallas de oro en las pruebas de 100 m mariposa S8, 200 m Iindividual medley SM8 y 4 × 100 m medley 34 puntos, por las que recibió una Medalla de la Orden de Australia, cuatro medallas de plata en las pruebas de 50 m estilo libre S8, 4 × 100 m estilo libre 34 puntos, 400 m estilo libre S8, y 100 m espalda S8, y una medalla de bronce en la prueba de 100 m estilo libre S8. Rompió cuatro récords mundiales y cuatro récords paralímpicos.
Compitió en el Campeonato Mundial de Natación Adaptada del IPC de 2010, celebrados en Eindhoven, Holanda, donde ganó seis medallas de oro y una de plata. Las medallas de Leek ayudaron al equipo nacional de natación paralímpico de Australia a terminar en sexto lugar.
Se perdió los Juegos de la Mancomunidad de 2010 debido a la fiebre glandular. Leek no volvió a la piscina después de esta enfermedad. Leek adquirió una pasión diferente y se graduó en la Universidad de Canberra con una Licenciatura en Economía Aplicada. Después de su graduación, comenzó a trabajar como consultor de gestión en salud, envejecimiento y servicios humanos en KPMG Australia. Leek considera su graduación como uno de sus mayores logros.
Fue becario del Instituto Australiano de Deportes. Leek también es miembro del comité de la organización ACT de Friends of Brain Injured Children en Australia.

## Reconocimientos
- 2008 y 2009: Deportista del año de Hawkesbury. Leek fue el primer atleta en recibir el premio en dos años consecutivos.[9]
- 2008: Premio al Atleta Junior del Año del Comité Paralímpico Australiano.[10]
- 2009: Medalla de la Orden de Australia.[4]
- 2009: Atleta discapacitado del año en Nueva Gales del Sur.[11]
- El premio Hawkesbury al Deportista del Año en 2008 y 2009, el primer deportista que ha recibido el premio en dos años consecutivos.[12]
- 2009: Premio al logro deportivo juvenil del Ayuntamiento de Penrith.[13]
- 2010: El nadador multiclase del año de Australia.[14]